# Пятигорский, Антон
Антон Пятигорский (англ. Anton Pyatigorsky, род. 20 февраля 1972) — современный американо-канадский писатель-прозаик и драматург родом из евреев-эмигрантов из СССР.
Родился в пригороде г. Вашингтон. Изучал религию и театр в Университете Брауна. В настоящее время живёт в Торонто, имеет двойное гражданство — США и Канады.
Литературным дебютом Антона стала книга «Железный мост» (The Iron Bridge) — сборник коротких рассказов из детства будущих диктаторов.
Театральная пьеса «Вечная Гидра» (Eternal Hydra) открыла Стратфордский фестиваль в 2002 г. Обновлённая редакция пьесы поставлена в 2009 и 2011 г. В 2009 г. пьеса опубликована как отдельная книга.
Помимо этого, им написаны пьесы «Каббалистический психоанализ Адама Р. Цадика» (The Kabbalistic Psychoanalysis of Adam R. Tzaddik), «Потрясающая мистерия» (Mysterium Tremendum), «Пожертвование» (The Offering), «Дыхание в промежутке» (Breath in Between), «Простак Ленни Лазмон и Великое Западное Восхождение» (Easy Lenny Lazmon and the Great Western Ascension). Последняя является пародией о ковбоях-каббалистах.
Помимо написания собственных пьес, А. Пятигорский адаптировал для сцены пьесы других авторов, в частности, «Диббук» С. Ан-ского.